# Кунисівська сільська рада
| Куни́сівська сільська́ ра́да — орган місцевого самоврядування у Городенківському районі Івано-Франківської області з адміністративним центром у с. Кунисівці. Водоймища на території, підпорядкованій даній раді: річка Дністер. Сільській раді підпорядковані населені пункти: - с. Кунисівці — населення 927 ос.; площа 12,436 км²; засн. в 1461 році. |

## Склад ради
Рада складається з 16 депутатів та голови.

### Керівний склад ради
| ПІБ                        | Основні відомості                                                                                  | Дата обрання | Дата звільнення |
| -------------------------- | -------------------------------------------------------------------------------------------------- | ------------ | --------------- |
| Кошка Володимир Михайлович | Сільський голова, 1963 року народження, освіта, член Всеукраїнського об'єднання 'Батьківщина'      | 26.03.2006   | 31.10.2010      |
| Кошка Володимир Михайлович | Сільський голова, 1963 року народження, освіта вища, член Всеукраїнського об'єднання 'Батьківщина' | 31.10.2010   |                 |

Примітка: таблиця складена за даними джерела